# دولة حرة (حكومة)
يُستخدَم مصطلح دولة حرة أحيانًا في الأسماء الرسمية لبعض الدول.
ومن حيث المبدأ، يؤكد هذا المصطلح على حرية الدولة المعنية، لكن ما تعنيه هذه الحرية على وجه التحديد يختلف اختلافًا كبيرًا في السياقات المتباينة:
- يؤكد أحيانًا على السيادة أو الاستقلال (أي عدم الخضوع لأية سيطرة أجنبية).
- يؤكد أحيانًا على الحكم الذاتي داخل دولة أكبر.
- يُستخدَم أحيانًا كمرادف لكلمة جمهورية، لكن ليس جميع «الدول المستقلة» جمهوريات. على سبيل المثال، كانت ولايات ألمانيا المستقلة، ودولة أورانج الحرة من الجمهوريات، أما دولتا الكونغو و[أيرلندا الحرتان، فكانتا تخضعان للنظام الملكي. وصفة الجمهورية التي تُمنَح أحيانًا لهذه الدول الحرة مستمدة من كلمة libera res publica (وتعني حرفيًا «الدولة الحرة»). وهي الكلمة التي استخدمها المؤرخون الرومان أثناء عهد الجمهورية الرومانية.

## نظرة عامة

### إنجلترا الجمهورية
أعلن البرلمان الإنجليزي، في القانون الذي أسس كومنولث إنجلترا في الفترة ما بين عامي 1649 و1660، أن «إنجلترا كومونولث ودولة حرة، ومن ثمَّ، يجب أن تُحكَم ككومونولث ودولة حرة.» وتمتع هذا الكومونولث بدستور جمهوري.

### ألمانيا

علم دولة بافاريا الحرة حاليًا

في ألمانيا، مصطلح دولة حرة (بالألمانية، Freistaat) مُستمَد من القرن التاسع عشر، ويعني جمهورية. وبعد الثورة الألمانية في نوفمبر عام 1918، عندما تحولت الإمبراطورية الألمانية إلى جمهورية فايمار، أطلقت معظم الولايات الألمانية في الرايخ الألماني على نفسها اسم الدول الحرة. واستخدمت بعض الولايات تعبيرات، مثل Republik أو Volksstaat (وتعني الولاية الشعبية)، لكنها استخدامات غير شائعة، لأنها ارتبطت بإحدى دول الأعداء، وهي فرنسا.
بعد أن اعتلى النازيون الحكم، أزالوا مفهوم الجمهورية الاتحادية والولايات، وأعادوا تنظيم ألمانيا، فقسموها إلى ما يُعرف باسم الجاو مع تعيين قائد على كل قسم. وأُعيد تأسيس الولايات بعد الحرب العالمية الثانية، لكن بدءًا من عام 1952، لم يعد هناك سوى بافاريا فقط التي تُطلِق على نفسها اسم الدولة الحرة، الأمر الذي جعل هذه الكلمة بالألمانية Freistaat مرادفًا لبافاريا. في عام 1990، استخدمت ساكسونيا المعاد تأسيسها هذا الاسم مجددًا، كما استخدمته تورينغن للمرة الأولى بدءًا من عام 1993.
وقديمًا، ضمت ألمانيا مدنًا إمبراطورية حرة خضعت لحكم الإمبراطور فقط. وبلغ عدد المدن الحرة في ألمانيا عام 1871 ثلاث مدن فقط، هي هامبورغ، وبريمن ولوبيك. وفقدت لوبيك هذه الصفة في عام 1937. ومنذ عام 1949، تمثلت المدن الحرة في جمهورية ألمانيا الاتحادية في هامبورغ (Freie und Hansestadt، مدينة حرة وهانزية) وبريمن (Freie Hansestadt)، وبرلين، وهي المدن التي تمثل أيضًا ولايات. ومثلها مثل الدول الحرة، لا تملك هذه المدن الثلاث أي حقوق خاصة في الاتحاد.

### إفريقيا
التي انحلت الآن

علم دولة أورانج الحرة

في جنوب أفريقيا، اُستخدِم مصطلح الدولة الحرة في اسم دولة أورانج الحرة (Oranje Vrystaat في اللغة الإفريقية) التي كانت موجودة في القرن التاسع عشر. ويُستخدَم الآن في الاسم الحالي لها «مقاطعة فري ستيت». وكلا الكيانين تم تأسيسهما في صورة جمهوريات.
على النقيض من ذلك، ظهرت دولة الكونغو الحرة في الفترة ما بين عامي 1877 و1884 كمملكة أو ديكتاتورية خاصة لليوبولد الثاني ملك بلجيكا. وفي هذه الحالة، كان يؤكد مصطلح حرة على حرية الدولة الجديدة من القوى الاستعمارية الرئيسية والبرلمان البلجيكي؛ إذ لم يكن يحكمها سوى الملك.

### دولة أيرلندا الحرة

كانت تُعرَف جمهورية أيرلندا الحالية في الفترة ما بين عامي 1922 و1937 باسم دولة أيرلندا الحرة.

وقد تكونت دولة أيرلندا الحرة (1922-1937) كإحدى صور الملكية الدستورية تحت حكم الملك البريطاني. وقد كانت الدولة الأيرلندية حالة خاصة، لأن مصطلح الدولة الحرة اُختير عن عمد كترجمة حرفية للكلمة الأيرلندية saorstát. وبينما كان يتفاوض الوطنيون الأيرلنديون بشأن انفصال معظم أيرلندا عن المملكة المتحدة، كانت كلمة saorstát (الدولة الحرة) تُستخدَم غالبًا بمعنى جمهورية. ولم يرغب البريطانيون في السماح بقيام الجمهورية الأيرلندية (الأمر الذي يعني قطع كل العلاقات بين أيرلندا والمملكة البريطانية)، لذلك أصروا على أن تُستخدَم الترجمة الحرفية لكلمة saorstát في الاسم الإنجليزي للدولة الجديدة.

### بورتوريكو

علم دولة بورتوريكو الحرة المتحدة (Estado Libre Asociado de Puerto Rico)

إن الاسم الإسباني الرسمي لكومنولث بورتوريكو هو Estado Libre Asociado de Puerto Rico، ويعني حرفيًا "دولة بورتوريكو الحرة المتحدة". ويعبر هذا الاسم عن "مجتمع منظم سياسيًا أو "دولة" مرتبطة في الوقت نفسه بنظام سياسي أكبر، وبالتالي فهي ليست مستقلة أو منفصلة. لكن وفقًا للمحكمة العليا للولايات المتحدة، بورتوريكو ليست حرة أو متحدة. وإنما هي دولة بالمعنى العام للكلمة، وليست ولاية بالمعنى الدستوري الأمريكي. فحسب القوانين المتسقة للمحكمة العليا للولايات المتحدة، تنتمي بورتوريكو للولايات المتحدة، لكنها ليست جزءًا لا يتجزأ منها. بالإضافة إلى ذلك، قررت هذه القوانين أنه، بغض النظر عن اسم "دولة بورتوريكو الحرة"، فهي تُعَد مستعمرة أمريكية، لأنها تخضع للسلطات المطلقة للكونجرس الأمريكي. ويعبر هذا التوجه للمحكمة العليا عن أن بورتوريكو أشبه بالملكية، بعيدًا عن أية دولة أو مجتمع حر في حكمه. ومن ثم، فهي "محلية على المستوى الأجنبي" (أي لا دخل للدول الأجنبية الحرة بها)، لكنها "أجنبية على المستوى المحلي" (أي ليست شريكًا أو ندًا للولايات المتحدة). وفي قضايا تحديد حالة الأراضي، حكمت المحكمة بأن دستور الولايات المتحدة الأمريكية لا يسري تلقائيًا في بورتوريكو.

### باكستان

علم آزاد كشمير (يعني حرفيًا "كشمير الحرة"

الاسم الرسمي للجزء الذي يخضع للحكم الباكستاني في إقليم كشيمر المُتنازَع عليه دوليًا هو آزاد كشمير (ويعني كشمير الحرة). ويُستخدَم مصطلح حرة بواسطة حكومة باكستان للتعبير عن نظرتها للشعب الموجود في المنطقة الباكستانية والذي يعيش في حرية، في حين يعاني مَن يعيشون في المنطقة التي تحكمها الهند (جامو وكشمير) من «القمع». وتتمتع المنطقة الباكستانية بالفعل بنوع من الحكم الذاتي، إذ تملك برلمانًا ورئيس وزراء ورئيسًا.

## قائمة بالدول الحرة

### لا تزال قائمة
- دولة بافاريا الحرة
- دولة ساكسونيا الحرة
- دولة تورينغن الحرة
- فري ستيت، جنوب أفريقيا

غير مُعترَف بها
- دولة كشمير الحرة (باكستان)

### قديمة
- كومنولث إنجلترا (1649 - 1660)
- دولة الكونغو الحرة (1884 - 1908)
- دولة فيوميه الحرة (1920 - 1924)
- دولة ترييستي الحرة (1945 - 1977)
- دولة أيرلندا الحرة (1922 - 1937)
- دولة أورانج الحرة (1854 - 1900)
- دولة كامشاتكا الحرة (1921 - 1922)
- دولة تشوكوتكا الحرة (1922 - 1923)

#### ألمانيا
- دولة أنهالت الحرة
- دولة عنق الزجاجة الحرة (Flaschenhals)
- دولة برونسفيك الحرة
- دولة هسن الشعبية
- دولة مكلنبورغ شفيرين الحرة
- دولة مكلنبورغ ستريليتس الحرة
- دولة بروسيا الحرة (1920-1947)
- دولة شاومبورغ ليبه
- دولة فورتمبيرغ الشعبية الحرة

## وصلات خارجية
- The Free States of New York
- Federation of Free States of Africa